# Herve

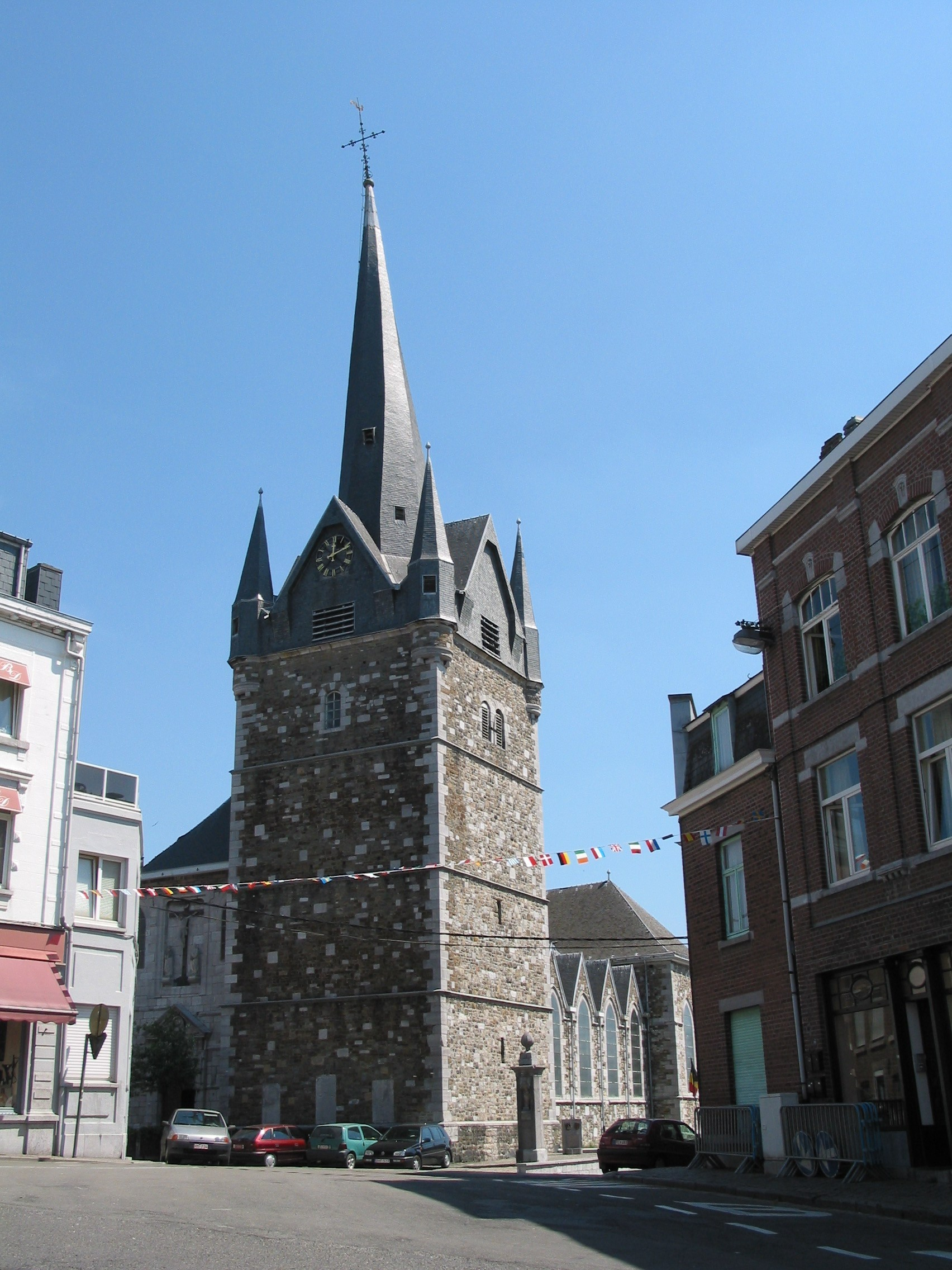
Església de Saint Jean-Baptiste

Herve, en való Hêve és un municipi belga de la província de Lieja a la regió valona. A principis de 2008 tenia 16.755 habitants.
Es troba a 8 km en línia recta de Verviers i a 17 km de Lieja. És considerada la capital del país d'Herve, regió coneguda pel seu formatge amb denominació d'origen.
L'església de Saint Jean-Baptiste (a la foto) és el seu principal atractiu monumental. Va ser construïda al segle xvii i la torre, d'una altura de 49 metres, data del segle xiii. El campanar té la particularitat de girar en espiral.
L'església va ser declarada monument històric l'any 1934.

## Nuclis
- Battice
- Bolland
- Chaineux
- Charneux
- Grand-Rechain
- Julémont
- Xhendelesse